# بنجامین بلومفیلد، اولین بارون بلومفیلد
بنجامین بلومفیلد، اولین بارون بلومفیلد (انگلیسی: Benjamin Bloomfield, 1st Baron Bloomfield; ۱۳ آوریل ۱۷۶۸ – ۱۵ اوت ۱۸۴۶) نظامی و سیاست‌مدار اهل پادشاهی متحد بریتانیای کبیر و ایرلند بود.